# Praça do Comércio
Praça do Comércio (portugalska izgovorjava: [ˈpɾasɐ ðu kuˈmɛɾsju]) je velik, proti pristanišču obrnjen trg v glavnem mestu Portugalske Lizboni in je eden največjih na Portugalskem s površino 175 km × 175 m, to je 30.600 m2.
Trg, obrnjen proti reki Tajo proti jugu, je v portugalščini še vedno splošno znan kot Terreiro do Paço ([tɨˈʁɐjɾu ðu ˈpasu] (prevod Dvorišče palače), saj gosti Paço da Ribeira (prevod Kraljeva palača Ribeira), dokler slednje ni uničil veliki lizbonski potres (1755) (tamkajšnja podzemna postaja še vedno nosi ime po starem imenu trga).
Po potresu je bil trg popolnoma preoblikovan kot del obnove središča Pombaline (Baixa), ki jo je naročil Sebastião José de Carvalho e Melo, prvi markiz Pombal, ki je bil (glavni) portugalski minister od 1750 do 1777, med vladavina portugalskega kralja Jožefa I.
Od 19. stoletja naprej je Praça do Comércio postal sedež nekaterih najpomembnejših portugalskih državnih oddelkov, vključno z ministrstvi za finance, notranjo upravo, kmetijstvo in pomorske zadeve; pred nageljnovo revolucijo (1974) in ustanovitvijo enotnega ministrstva za obrambo je bilo tu tudi vojno in mornariško ministrstvo ter staro ministrstvo za kolonije (do 1967) in je tako postalo tudi metonim za portugalsko centralno vlado. 
Junija 1910, le nekaj mesecev pred ustanovitvijo Portugalske republike, je bila Praça do Comércio razvrščena kot nacionalni spomenik Portugalske.

## Zgodovina
Urbani razvoj obrežja reke Tajo (Ribeira) je dobil močan zagon v zgodnjem 16. stoletju, ko je kralj Manuel I. Portugalski zgradil novo kraljevo rezidenco – palačo Ribeira – ob reki, zunaj mestnega obzidja. Območje se je nadalje razvilo z izgradnjo pristanišča, ladjedelniških objektov (Ribeira das Naus), Casa da Índia in drugih upravnih zgradb, ki so urejale trgovino med Portugalsko in drugimi deli Evrope ter njenimi kolonijami v Afriki, Aziji in Ameriki.
1. novembra 1755, med vladavino kralja Jožefa I., je velik potres, ki sta mu sledila cunami in požar, uničil večino Lizbone, vključno s palačo Ribeira in drugimi stavbami ob reki. Predsednik vlade  markiz Pombal, je usklajeval obsežno obnovo, ki jo je vodil portugalski arhitekt Eugénio dos Santos. Zasnoval je velik, pravokoten trg v obliki črke U, odprt proti Taju. Stavbe imajo v pritličju galerije, kraka črke U pa se zaključita z dvema velikima stolpoma, ki spominjata na monumentalni stolp porušene palače Ribeira, ki je še vedno živa v arhitekturnem spominu mesta. Njegov načrt je bil skoraj v celoti uresničen, čeprav so bili okrasni detajli spremenjeni, vzhodni stolp trga in ulični lok Augusta pa sta bila dokončana šele v 19. stoletju. Ta slavolok je zasnoval portugalski arhitekt Santos de Carvalho in je bil dokončan leta 1873. Zgornji del vključuje kipe, ki predstavljajo pomembne portugalske osebnosti, kot sta Vasco da Gama in markiz Pombal.
Trg so poimenovali Praça do Comércio, trg trgovine, da bi označili njegovo novo funkcijo v gospodarstvu Lizbone. Simetrične stavbe trga so bile polne državnih uradov, ki so urejali carino in pristaniške dejavnosti. Osrednji del ansambla je bil konjeniški kip kralja Jožefa I., ki je bil slovesno odkrit leta 1775 v središču trga. Ta bronasti kip, prvi monumentalni kip, posvečen kralju v Lizboni, je oblikoval Joaquim Machado de Castro, najpomembnejši portugalski kipar tistega časa.
Odpiranje proti ulici Augusta, ki povezuje trg z drugim tradicionalnim lizbonskim trgom, Rossio, je prvotni projekt Eugénia dos Santosa načrtoval slavolok, ki je bil realiziran šele leta 1875. Ta lok, običajno imenovan Arco da Rua Augusta, je oblikoval Veríssimo da Costa. Ima uro in kipe Slave, Iznajdljivosti in Hrabrosti (francoskega kiparja Calmelsa) ter kipe Viriatusa, Nuna Álvaresa Pereire, Vasca da Game in seveda markiza Pombala.
1. februarja 1908 je bil trg prizorišče atentata na Carlosa I., predzadnjega kralja Portugalske. Ko so se vračali iz palače Vila Viçosa v kraljevo palačo v Lizboni, je kočija s Carlosom I. in njegovo družino peljala skozi Terreiro do Paço. Med prečkanjem trga sta iz množice streljala najmanj dva moška: Alfredo Luís da Costa in Manuel Buíça. Kralj je takoj umrl, njegov dedič Luís Filipe je bil smrtno ranjen, princ Manuel pa zadet v roko. Policija je morilce ustrelila na kraju samem, pozneje pa so jih prepoznali kot člane republikanske stranke – ki je dve leti kasneje strmoglavila portugalsko monarhijo.
Bogastvo Portugalske je bilo usmerjeno skozi ta trg in pristanišče. Služi ne samo kot prometno središče, temveč tudi kot središče komercialnih podjetij, saj ima dve glavni smeri potovanja, zahodno in južno. Tramvaj na severni strani vodi do okrožja Belem, južno pristanišče pa je trajekt, ki pelje čez reko Tajo.
Uničenje palače je povzročilo izgubo največjega arhiva portugalske literature. Knjižnica je hranila več kot 200.000 knjig. Obnova je od načrtov do končane gradnje trajala približno stoletje.
Na južnem koncu trga ob robu vode je bilo veliko marmorno stopnišče, namenjeno prihodu kraljevih dostojanstvenikov. Te stopnice so nastale pred potresom leta 1755 in bi vodile naravnost v kraljevo palačo.
10. junija, na dan Portugalske, je trg poln vojske in prebivalcev, ki praznujejo ta dan.
Na trgu je najstarejša kavarna v mestu Martinho da Arcada (ustanovljena leta 1782). Ob njem je tudi monumentalni hotel Pousada.
V zahodnem stolpu trga (kjer sta nekoč stali ministrstvo za mornarico in kolonije) je lokacija lizbonskega muzeja Baixa.
- Lizbonski Arco Triunfal da Rua Augusta panoramski pogled s Praça do Comércio
- Območja, ki jih pokrivajo arkade na obeh straneh trga, vključujejo prodajalne, restavracije in pisarne
- Pogled z gradu São Jorge, vključno s Praça do Comércio